# Hidegkuti Nándor Stadion (1947)
El Hidegkuti Nándor Stadion era un estadio de fútbol ubicado en Budapest, capital de Hungría y que fue la sede del MTK Budapest FC hasta 2014.

## Historia
Durante la Segunda Guerra Mundial el estadio original del MTK se dañó, por lo que se decidió construir un nuevo estadio. De 1945 a 1947 el MTK jugó de local en la sede de sus rivales Ferencvárosi TC y Újpest FC. En 1953 se construyó una pista de concreto.
El 6 de noviembre de 2014 inició la demolición del estadio. Se desinstaló el sistema de riego y removieron las graderías.
En mayo de 2015 inició la demolición de la gradería principal. El estadio fue reemplazado por el Estadio Nándor Hidegkuti.

## Eventos

### Conciertos
En los años 1980 y años 1990 recibió a varios artistas, principalmente del género rock y heavy metal como Santana, David Bowie, Tina Turner, Alice Cooper, Scorpions, Iron Maiden y Metallica. El estadio fue donde inició el tour llamado Damaged Justice el 11 de septiembre de 1988 de Scorpions, además de también estar el 27 de agosto de 1986 en su primer show.

## Películas
El estadio fue utilizado en la película de fútbol de 1981 Escape to Victory dirigida por John Huston sobre prisioneros de guerra de las Fuerzas Aliadas encerrados en una prisión alemana durante la Segunda Guerra Mundial que jugaron un partido amistoso ante Alemania nazi.